# Roman Rutowski
Roman Rutowski (ur. 4 kwietnia 1947 we Wrocławiu, zm. 12 czerwca 2013 we Wrocławiu) – polski lekarz, profesor zwyczajny nauk medycznych specjalizujący się w mikrochirurgii i chirurgii ogólnej.

## Życiorys
W 1970 ukończył studia na Wydziale Lekarskim Akademii Medycznej we Wrocławiu. Pracował początkowo w Zakładzie Anatomii Patologicznej AM we Wrocławiu, od 1973 w Oddziale Chirurgii Szpitala Miejskiego we Wrocławiu, a od 1982 w Klinice Chirurgii Urazowej AM we Wrocławiu. Stopień doktora nauk medycznych uzyskał w 1979. Habilitował się w 1993 na podstawie rozprawy Neurotyzacja nerwami splotu szyjnego w urazowych uszkodzeniach splotu ramiennego połączonych z wyrwaniem korzeni nerwów rdzeniowych. W 1995 został Kierownikiem Katedry i Kliniki Chirurgii Urazowej i Chirurgii Ręki AM we Wrocławiu. W 1997 został powołany do pracy w „Zespole Koordynującym do Spraw Zwalczania Skutków Urazów Wielonarządowych” przy Ministrze Zdrowia i Opieki Społecznej. W 1999 uzyskał tytuł naukowy profesora w zakresie nauk medycznych.
Od 1997 do 1999 był przewodniczącym Unii Polskich Towarzystw Chirurgicznych, a od 1997 do 2013 wiceprzewodniczącym Zarządu Oddziału Dolnośląskiego Towarzystwa Chirurgów Polskich. W latach 1996–2000 był przewodniczącym Sekcji Polskiej International College of Surgeons.
Promotor piętnastu ukończonych prac doktorskich. Opublikował ponad 182 oryginalne prace w recenzowanych czasopismach, 230 streszczeń referatów i komunikatów naukowych wygłoszonych na zagranicznych i krajowych zjazdach, 9 rozdziałów w podręcznikach i monografiach, trzy filmy naukowe, jeden patent.
W kręgu jego zainteresowań naukowych były: leczenie chirurgicznego uszkodzeń obwodowego układu nerwowego, chirurgia rekonstrukcyjna splotu ramiennego, urazowe i okołoporodowe uszkodzenia splotu ramiennego, chirurgia ręki oraz wdrażanie nowych biomateriałów i chirurgia eksperymentalna.
Zmarł we Wrocławiu. Został pochowany na Nowym Cmentarzu Żydowskim przy ulicy Lotniczej.

## Nagrody i odznaczenia
- Zespołowa Nagroda Ministra Zdrowia i Opieki Społecznej (1983)
- Brązowy Krzyż Zasługi (1994)
- Zespołowa Nagroda Ministra Zdrowia i Opieki Społecznej (1995)
- Krzyż Kawalerski Orderu Odrodzenia Polski (2000)